# József Gáli
József Gáli (n. 10 februarie 1930, Jula, Békés, Ungaria – d. 5 martie 1981, Budapesta, Republica Populară Ungară) a fost un scriitor și traducător maghiar, laureat al premiului Attila József.

## Tinerețe
Și-a pierdut părinții și frații în copilărie. În 1944 a fost deportat împreună cu membrii familiei sale la Auschwitz. Fratele său a murit în timpul muncii forțate. József Gáli a absolvit în 1955 Academia de Teatru și Film din Budapesta.
Pe 6 octombrie 1956, în ziua reînhumării lui László Rajk, pe scena Teatrului József Attila din Budapesta a avut loc premiera piesei Szabadsághegy, care critica cultul personalității lui Rákosi. Imre Nagy a fost prezent la un spectacol (potrivit unor mărturii a asistat la mai multe spectacole).
A participat la Revoluția din 1956 și a fost membru al Grupului de Rezistență de la Spitalul de pe strada Péterfy Sándor. Pe 5 decembrie a fost arestat sub acuzația de „activități contrarevoluționare”. A fost condamnat la moarte pe 20 iunie 1957. În urma protestelor internaționale cu privire la condamnarea la pedeapsa cu moartea, pedeapsa lui și a prietenului său, Gyula Obersovszky au fost suspendate. Cazul său a fost revizuit și a primit o pedeapsă de cincisprezece ani de închisoare. A fost eliberat printr-un act de amnistie din 4 aprilie 1961. În 1963 a putut obține un post la secția de istorie a teatrului a Bibliotecii Naționale Széchényi, unde a lucrat până în 1975, când s-a pensionat.

## Lucrări
A tradus în limba maghiară operele lui Heinrich Böll, Bertolt Brecht, Peter Handke, Hermann Hesse, Ödön von Horváth, Henrik Ibsen, Franz Kafka, Friedrich Schiller, Frank Wedekind și alții.
- Erős János (basme, 1951)
- A királyné szoknyája (povești, Ifjúsági Könyvkiadó, 1955)
- Szabadsághegy (dramă, 1955)
- Szúnyogok és nemeskócsagok (povestiri, Szépirodalmi Könyvkiadó, 1981)
- Daliás idők (dramă, 1983)
- A hét bölcső fája (povești selectate, Egyházfórum, 2000)

## Traduceri
- Heinrich Böll: Egy szolgálati út vége, Európa Könyvkiadó, 1968